# NGC 529
NGC 529 est une galaxie lenticulaire située dans la constellation d'Andromède. NGC 529 a été découverte par l'astronome britannique John Herschel en 1827.

## Caractéristiques
Sa vitesse par rapport au fond diffus cosmologique est de 4 443 ± 25 km/s, ce qui correspond à une distance de Hubble de 65,5 ± 4,6 Mpc (∼214 millions d'al).
À ce jour, deux mesures non basées sur le décalage vers le rouge (redshift) donnent une distance de 60,200 ± 10,889 Mpc (∼196 millions d'al), ce qui est à l'intérieur des valeurs de la distance de Hubble. Notons cependant que c'est avec la valeur moyenne des mesures indépendantes, lorsqu'elles existent, que la base de données NASA/IPAC calcule le diamètre d'une galaxie et qu'en conséquence le diamètre de NGC 529 pourrait être d'environ 46,8 kpc (∼153 000 al) si on utilisait la distance de Hubble pour le calculer.

## Groupe de NGC 507 et deHCG10

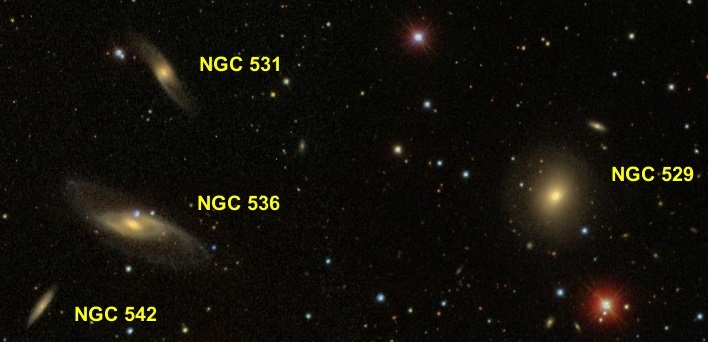
Le groupe compact de Hickson HCG 10.(SDSS)

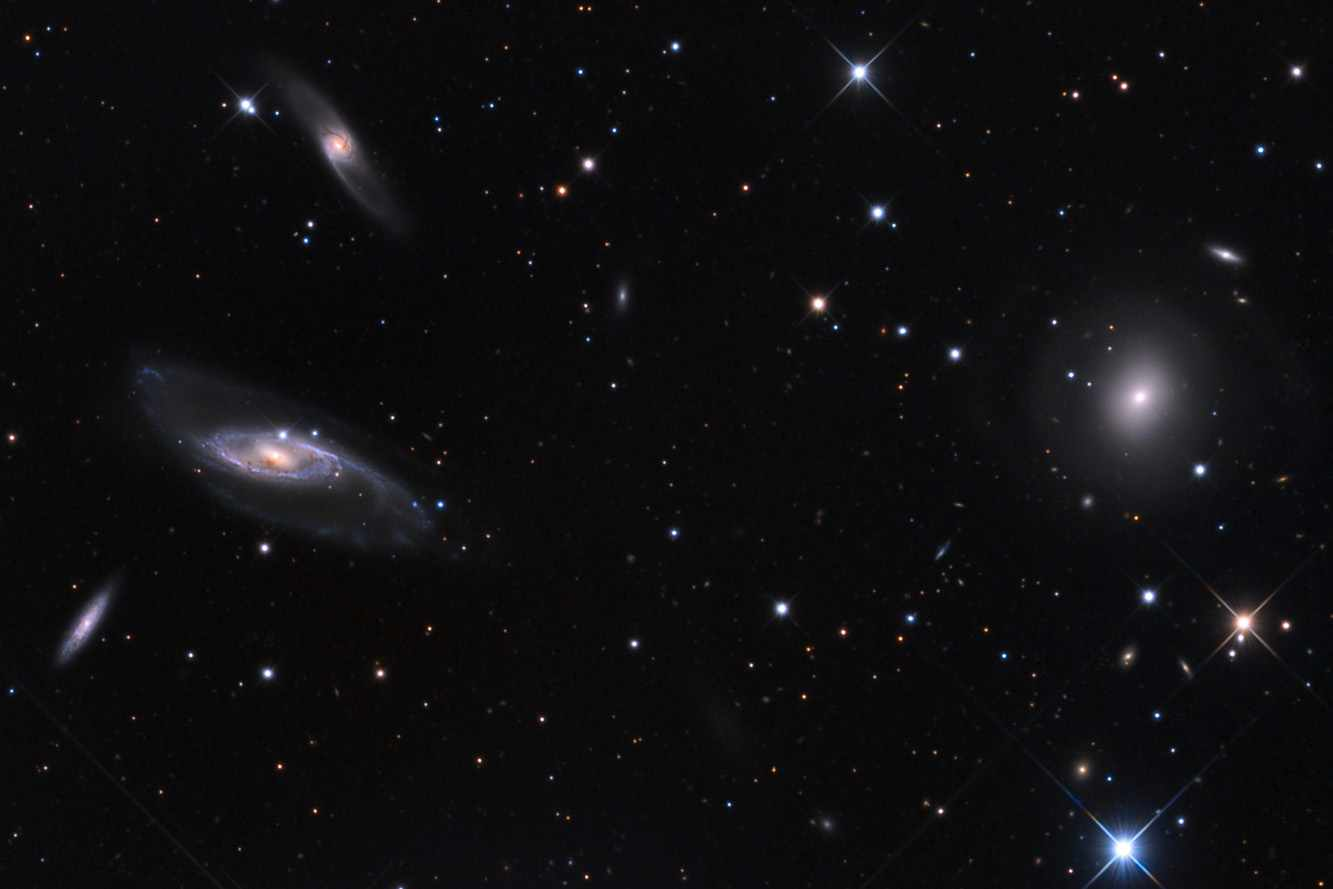
HCG 10 par Adam Block, observatoire du mont Lemmon.

En compagnie de NGC 531, NGC 536 et de NGC 542, NGC 529 fait partie du groupe compact de Hickson HCG 10. NGC 529 fait aussi partie du groupe de NGC 507. Ce vaste groupe comprend au moins 42 galaxies dont 21 figurent au catalogue NGC et 5 au catalogue IC. Quatre membres de ce groupe sont aussi des galaxies de Markarian. La plus brillante de ces galaxies est NGC 507 et la plus grosse NGC 536.